# Lista de episódios de El señor de los cielos
A seguir se apresenta a lista de episódios de El señor de los cielos, uma telenovela produzida pela Telemundo em parceria com a Argos Comunicación e com a Caracol Televisión (somente em sua primeira temporada), sendo dividida por temporadas.

## Resumo
| Temporada | Temporada | Episódios | Exibição original       | Exibição original      |
| Temporada | Temporada | Episódios | Estreia da temporada    | Final de temporada     |
| --------- | --------- | --------- | ----------------------- | ---------------------- |
|           | 1         | 74        | 15 de abril de 2013     | 5 de agosto de 2013    |
|           | 2         | 84        | 26 de maio de 2014      | 22 de setembro de 2014 |
|           | 3         | 104       | 21 de abril de 2015     | 21 de setembro de 2015 |
|           | 4         | 80        | 28 de março de 2016     | 18 de julho de 2016    |
|           | 5         | 95        | 20 de junho de 2017     | 2 de novembro de 2017  |
|           | 6         | 99        | 8 de maio de 2018       | 24 de setembro de 2018 |
|           | 7         | 75        | 14 de outubro de 2019   | 31 de janeiro de 2020  |
|           | 8         | 88        | 17 de janeiro de 2023   | 22 de maio de 2023     |
|           | 9         | 94        | 13 de fevereiro de 2024 | 26 de junho de 2024    |

## Episódios

### 1ª temporada (2013)
| N.º na série | N.º na temp. | Título                       | Exibição original   |
| ------------ | ------------ | ---------------------------- | ------------------- |
| 1            | 1            | "Arranca la balacera"        | 15 de abril de 2013 |
| 2            | 2            | "Aurelio traiciona a Pablo"  | 16 de abril de 2013 |
| 3            | 3            | "Cayó el narco"              | 17 de abril de 2013 |
| 4            | 4            | "Se salvó"                   | 18 de abril de 2013 |
| 5            | 5            | "Cásate conmigo"             | 19 de abril de 2013 |
| 6            | 6            | "La boda del año"            | 22 de abril de 2013 |
| 7            | 7            | "Murió envenenado"           | 23 de abril de 2013 |
| 8            | 8            | "Soy el rey"                 | 24 de abril de 2013 |
| 9            | 9            | "Pacto de narcos"            | 26 de abril de 2013 |
| 10           | 10           | "Rescate suicida"            | 29 de abril de 2013 |
| 11           | 11           | "Qué tentación"              | 30 de abril de 2013 |
| 12           | 12           | "Estoy embarazada"           | 1 de maio de 2013   |
| 13           | 13           | "La pagarás"                 | 2 de maio de 2013   |
| 14           | 14           | "Los secuestraron"           | 3 de maio de 2013   |
| 15           | 15           | "Lo liberaron"               | 6 de maio de 2013   |
| 16           | 16           | "Celos que matan"            | 7 de maio de 2013   |
| 17           | 17           | "No te mueras"               | 8 de maio de 2013   |
| 18           | 18           | "Aprovéchate de mí"          | 9 de maio de 2013   |
| 19           | 19           | "Un cuadro de millones"      | 10 de maio de 2013  |
| 20           | 20           | "Las narcotiendas"           | 13 de maio de 2013  |
| 21           | 21           | "La primera sospecha"        | 14 de maio de 2013  |
| 22           | 22           | "La foto de Casillas"        | 15 de maio de 2013  |
| 23           | 23           | "En los titulares"           | 16 de maio de 2013  |
| 24           | 24           | "Fuera del negocio"          | 17 de maio de 2013  |
| 25           | 25           | "Aquí tiene mi renuncia"     | 20 de maio de 2013  |
| 26           | 26           | "Tentaciones peligrosas"     | 21 de maio de 2013  |
| 27           | 27           | "Todo por venganza"          | 22 de maio de 2013  |
| 28           | 28           | "Secuestrada"                | 23 de maio de 2013  |
| 29           | 29           | "Quién es el infiltrado"     | 24 de maio de 2013  |
| 30           | 30           | "Cuídate la espalda"         | 27 de maio de 2013  |
| 31           | 31           | "Principales sospechosos"    | 28 de maio de 2013  |
| 32           | 32           | "El expediente"              | 29 de maio de 2013  |
| 33           | 33           | "La amante de tu hijo"       | 30 de maio de 2013  |
| 34           | 34           | "Me las pagarás"             | 31 de maio de 2013  |
| 35           | 35           | "La libreta"                 | 3 de junho de 2013  |
| 36           | 36           | "Choque con criminales"      | 5 de junho de 2013  |
| 37           | 37           | "Fuera del camino"           | 6 de junho de 2013  |
| 38           | 38           | "Nexos con el narcotráfico"  | 10 de junho de 2013 |
| 39           | 39           | "Sumando muertes"            | 11 de junho de 2013 |
| 40           | 40           | "Algo está cambiando"        | 12 de junho de 2013 |
| 41           | 41           | "Nuevo romance"              | 13 de junho de 2013 |
| 42           | 42           | "Déjame escapar"             | 14 de junho de 2013 |
| 43           | 43           | "No me veas la cara"         | 17 de junho de 2013 |
| 44           | 44           | "Esta vida no es para mí"    | 18 de junho de 2013 |
| 45           | 45           | "Confesión de amor"          | 19 de junho de 2013 |
| 46           | 46           | "En busca de Ximena"         | 20 de junho de 2013 |
| 47           | 47           | "El regreso"                 | 21 de junho de 2013 |
| 48           | 48           | "Golpe al alma"              | 24 de junho de 2013 |
| 49           | 49           | "Tiempos de infarto"         | 25 de junho de 2013 |
| 50           | 50           | "Provocadora"                | 26 de junho de 2013 |
| 51           | 51           | "Contrarreloj"               | 27 de junho de 2013 |
| 52           | 52           | "La traición"                | 28 de junho de 2013 |
| 53           | 53           | "Encrucijada"                | 1 de julho de 2013  |
| 54           | 54           | "Los dueños del mundo"       | 2 de julho de 2013  |
| 55           | 55           | "Tras los pasos de Casillas" | 3 de julho de 2013  |
| 56           | 56           | "La boca bien cerrada"       | 8 de julho de 2013  |
| 57           | 57           | "Muerta de los celos"        | 10 de julho de 2013 |
| 58           | 58           | "La amenaza"                 | 11 de julho de 2013 |
| 59           | 59           | "No diga nada"               | 12 de julho de 2013 |
| 60           | 60           | "Prisionera en mi casa"      | 15 de julho de 2013 |
| 61           | 61           | "La culpa es de ella"        | 16 de julho de 2013 |
| 62           | 62           | "La fuga"                    | 17 de julho de 2013 |
| 63           | 63           | "Camino a la verdad"         | 18 de julho de 2013 |
| 64           | 64           | "El nombre del padre"        | 19 de julho de 2013 |
| 65           | 65           | "Finalmente juntos"          | 22 de julho de 2013 |
| 66           | 66           | "Secuestrados"               | 23 de julho de 2013 |
| 67           | 67           | "Complot"                    | 24 de julho de 2013 |
| 68           | 68           | "Los platos rotos"           | 25 de julho de 2013 |
| 69           | 69           | "Sin mí te mueres"           | 26 de julho de 2013 |
| 70           | 70           | "Furioso y en la mira"       | 29 de julho de 2013 |
| 71           | 71           | "Dura balacera"              | 30 de julho de 2013 |
| 72           | 72           | "Volver a empezar"           | 1 de agosto de 2013 |
| 73           | 73           | "Una nueva cara"             | 2 de agosto de 2013 |
| 74           | 74           | "Vivo o muerto"              | 5 de agosto de 2013 |

### 2ª temporada (2014)
| N.º na série | N.º na temp. | Título                      | Exibição original      |
| ------------ | ------------ | --------------------------- | ---------------------- |
| 75           | 1            | "Sorpresa y venganza"       | 26 de maio de 2014     |
| 76           | 2            | "Rescate y emboscada"       | 27 de maio de 2014     |
| 77           | 3            | "Escape"                    | 28 de maio de 2014     |
| 78           | 4            | "Nuevos horizontes"         | 29 de maio de 2014     |
| 79           | 5            | "Trampa"                    | 30 de maio de 2014     |
| 80           | 6            | "Reencuentro"               | 2 de junho de 2014     |
| 81           | 7            | "Detención"                 | 3 de junho de 2014     |
| 82           | 8            | "Propuestas"                | 4 de junho de 2014     |
| 83           | 9            | "Perdóname mi amor"         | 5 de junho de 2014     |
| 84           | 10           | "Estrategia"                | 6 de junho de 2014     |
| 85           | 11           | "Escondite"                 | 9 de junho de 2014     |
| 86           | 12           | "Entrega especial"          | 10 de junho de 2014    |
| 87           | 13           | "Bombas"                    | 11 de junho de 2014    |
| 88           | 14           | "Celos"                     | 12 de junho de 2014    |
| 89           | 15           | "Muerte inocente"           | 13 de junho de 2014    |
| 90           | 16           | "Confesiones"               | 16 de junho de 2014    |
| 91           | 17           | "La condena"                | 17 de junho de 2014    |
| 92           | 18           | "Rehén"                     | 18 de junho de 2014    |
| 93           | 19           | "Amenaza"                   | 19 de junho de 2014    |
| 94           | 20           | "Libertad"                  | 20 de junho de 2014    |
| 95           | 21           | "Al descubierto"            | 23 de junho de 2014    |
| 96           | 22           | "Determinación"             | 24 de junho de 2014    |
| 97           | 23           | "Decisiones"                | 25 de junho de 2014    |
| 98           | 24           | "El fruto del amor"         | 26 de junho de 2014    |
| 99           | 25           | "Heriberto"                 | 27 de junho de 2014    |
| 100          | 26           | "El amor de Lai"            | 30 de junho de 2014    |
| 101          | 27           | "Unión"                     | 1 de julho de 2014     |
| 102          | 28           | "Traición"                  | 2 de julho de 2014     |
| 103          | 29           | "Malos entendidos"          | 3 de julho de 2014     |
| 104          | 30           | "Nuevas oportunidades"      | 7 de julho de 2014     |
| 105          | 31           | "Denuncia"                  | 8 de julho de 2014     |
| 106          | 32           | "Intento de soborno"        | 9 de julho de 2014     |
| 107          | 33           | "La vieja casa"             | 10 de julho de 2014    |
| 108          | 34           | "Miedo"                     | 11 de julho de 2014    |
| 109          | 35           | "Huida"                     | 14 de julho de 2014    |
| 110          | 36           | "Impedimento"               | 15 de julho de 2014    |
| 111          | 37           | "Perdida"                   | 16 de julho de 2014    |
| 112          | 38           | "Venganza"                  | 17 de julho de 2014    |
| 113          | 39           | "Secuestro"                 | 18 de julho de 2014    |
| 114          | 40           | "Emboscada"                 | 21 de julho de 2014    |
| 115          | 41           | "Secreto"                   | 22 de julho de 2014    |
| 116          | 42           | "Reclamo"                   | 23 de julho de 2014    |
| 117          | 43           | "Danilo Ferro"              | 24 de julho de 2014    |
| 118          | 44           | "Asesino"                   | 25 de julho de 2014    |
| 119          | 45           | "La Gober"                  | 28 de julho de 2014    |
| 120          | 46           | "Confesión"                 | 29 de julho de 2014    |
| 121          | 47           | "Seducción"                 | 30 de julho de 2014    |
| 122          | 48           | "Fuga"                      | 31 de julho de 2014    |
| 123          | 49           | "Susto"                     | 1 de agosto de 2014    |
| 124          | 50           | "Ave María Purísima"        | 4 de agosto de 2014    |
| 125          | 51           | "Tortura"                   | 5 de agosto de 2014    |
| 126          | 52           | "Atracción"                 | 6 de agosto de 2014    |
| 127          | 53           | "Mónica"                    | 7 de agosto de 2014    |
| 128          | 54           | "Encuestas"                 | 8 de agosto de 2014    |
| 129          | 55           | "Pacto"                     | 11 de agosto de 2014   |
| 130          | 56           | "Víctima"                   | 12 de agosto de 2014   |
| 131          | 57           | "Condena"                   | 13 de agosto de 2014   |
| 132          | 58           | "Traicionado"               | 14 de agosto de 2014   |
| 133          | 59           | "Matilde"                   | 15 de agosto de 2014   |
| 134          | 60           | "Enfrentamiento"            | 18 de agosto de 2014   |
| 135          | 61           | "Rodeados"                  | 19 de agosto de 2014   |
| 136          | 62           | "Eliminado"                 | 20 de agosto de 2014   |
| 137          | 63           | "Guerra"                    | 22 de agosto de 2014   |
| 138          | 64           | "Ataque"                    | 25 de agosto de 2014   |
| 139          | 65           | "Manotas"                   | 26 de agosto de 2014   |
| 140          | 66           | "Informante"                | 27 de agosto de 2014   |
| 141          | 67           | "Búsqueda"                  | 28 de agosto de 2014   |
| 142          | 68           | "Patrón"                    | 29 de agosto de 2014   |
| 143          | 69           | "Rutila"                    | 1 de setembro de 2014  |
| 144          | 70           | "Desaparición"              | 2 de setembro de 2014  |
| 145          | 71           | "Manipulación"              | 3 de setembro de 2014  |
| 146          | 72           | "Inseguridad"               | 4 de setembro de 2014  |
| 147          | 73           | "Protección"                | 5 de setembro de 2014  |
| 148          | 74           | "Apoyo"                     | 8 de setembro de 2014  |
| 149          | 75           | "El Escuadrón de la Muerte" | 9 de setembro de 2014  |
| 150          | 76           | "Negociación"               | 10 de setembro de 2014 |
| 151          | 77           | "Entrega"                   | 11 de setembro de 2014 |
| 152          | 78           | "General Garnica"           | 12 de setembro de 2014 |
| 153          | 79           | "Sicarios"                  | 15 de setembro de 2014 |
| 154          | 80           | "Ximena"                    | 16 de setembro de 2014 |
| 155          | 81           | "Despedida"                 | 17 de setembro de 2014 |
| 156          | 82           | "Engaño"                    | 18 de setembro de 2014 |
| 157          | 83           | "Chema Venegas"             | 19 de setembro de 2014 |
| 158          | 84           | "Leonor Ballesteros"        | 22 de setembro de 2014 |

### 3ª temporada (2015)
| N.º na série | N.º na temp. | Título         | Exibição original   |
| ------------ | ------------ | -------------- | ------------------- |
| 159          | 1            | "Odio sin fin" | 21 de abril de 2015 |
| 160          | 2            | "En familia"   | 22 de maio de 2014  |

### 4ª temporada (2016)
| N.º na série | N.º na temp. | Título                            | Exibição original   |
| ------------ | ------------ | --------------------------------- | ------------------- |
| 263          | 1            | "Rutila sobrevive al atentado"    | 28 de março de 2016 |
| 264          | 2            | "Aurelio conoce a su hijo Ismael" | 29 de março de 2016 |

### 5ª temporada (2017)
| N.º na série | N.º na temp. | Título                           | Exibição original      | Audiência (milhões) |
| ------------ | ------------ | -------------------------------- | ---------------------- | ------------------- |
| 343          | 1            | "Sed de venganza"                | 20 de junho de 2017    | 2.27                |
| 344          | 2            | "Hay un Plan B"                  | 21 de junho de 2017    | 1.97                |
| 345          | 3            | "Casillas contra Casillas"       | 22 de junho de 2017    | 2.30                |
| 346          | 4            | "Tras el pez gordo"              | 23 de junho de 2017    | 1.81                |
| 347          | 5            | "La fuga de La Felina"           | 26 de junho de 2017    | 1.80                |
| 348          | 6            | "Nexos con el narcotráfico"      | 27 de junho de 2017    | 1.86                |
| 349          | 7            | "Mediadora"                      | 28 de junho de 2017    | 1.82                |
| 350          | 8            | "Corazón partido"                | 29 de junho de 2017    | 1.92                |
| 351          | 9            | "Encuentros decisivos"           | 30 de junho de 2017    | 1.71                |
| 352          | 10           | "Esperanza, la informante"       | 3 de julho de 2017     | TBD                 |
| 353          | 11           | "Emiliana declara la guerra"     | 4 de julho de 2017     | TBD                 |
| 354          | 12           | "Desaparecida"                   | 5 de julho de 2017     | 1.77                |
| 355          | 13           | "Despiertan al Diablo"           | 6 de julho de 2017     | TBD                 |
| 356          | 14           | "Lluvia de balas"                | 7 de julho de 2017     | 1.68                |
| 357          | 15           | "Plomo en casa de Rutila"        | 10 de julho de 2017    | 1.86                |
| 358          | 16           | "El soplón"                      | 11 de julho de 2017    | 1.86                |
| 359          | 17           | "Emiliana suplica por su vida"   | 12 de julho de 2017    | 1.81                |
| 360          | 18           | "El presidente como cómplice"    | 13 de julho de 2017    | 1.79                |
| 361          | 19           | "Tambores de guerra"             | 14 de julho de 2017    | 1.49                |
| 362          | 20           | "Fuego cruzado"                  | 17 de julho de 2017    | 1.86                |
| 363          | 21           | "Desenmascarar al presidente"    | 18 de julho de 2017    | 1.84                |
| 364          | 22           | "Choque de titanes"              | 19 de julho de 2017    | 1.77                |
| 365          | 23           | "Más poder, segura venganza"     | 20 de julho de 2017    | 1.51                |
| 366          | 24           | "Robo cibernético"               | 21 de julho de 2017    | 1.65                |
| 367          | 25           | "El punto débil"                 | 24 de julho de 2017    | 1.90                |
| 368          | 26           | "El imperio de Casillas"         | 25 de julho de 2017    | 1.83                |
| 369          | 27           | "Un remolino de poder"           | 26 de julho de 2017    | 1.89                |
| 370          | 28           | "Plan sangriento"                | 27 de julho de 2017    | 1.64                |
| 371          | 29           | "Casillas vs. Doble 30"          | 28 de julho de 2017    | 1.48                |
| 372          | 30           | "El escudo ante la guerra"       | 31 de julho de 2017    | 1.72                |
| 373          | 31           | "Siniestro en el antro"          | 1 de agosto de 2017    | 1.78                |
| 374          | 32           | "Conexión presidencial"          | 2 de agosto de 2017    | 1.78                |
| 375          | 33           | "La jugada de Terán"             | 3 de agosto de 2017    | 1.66                |
| 376          | 34           | "Los Casillas frente a frente"   | 4 de agosto de 2017    | 1.57                |
| 377          | 35           | "Cita sangrienta"                | 7 de agosto de 2017    | 2.25                |
| 378          | 36           | "El plan inesperado"             | 8 de agosto de 2017    | 2.18                |
| 379          | 37           | "Infeliz encuentro"              | 9 de agosto de 2017    | 1.88                |
| 380          | 38           | "Escándalo a la vista"           | 10 de agosto de 2017   | 1.99                |
| 381          | 39           | "El presidente, un sicario"      | 11 de agosto de 2017   | 1.76                |
| 382          | 40           | "Callar a un testigo clave"      | 14 de agosto de 2017   | 2.00                |
| 383          | 41           | "Más de una baja"                | 15 de agosto de 2017   | 2.02                |
| 384          | 42           | "Rodean a los Casillas"          | 16 de agosto de 2017   | 1.95                |
| 385          | 43           | "Drones, balas y allanamiento"   | 17 de agosto de 2017   | 1.98                |
| 386          | 44           | "Condenados a morir"             | 18 de agosto de 2017   | 1.74                |
| 387          | 45           | "Declara o destapan la olla"     | 21 de agosto de 2017   | 2.14                |
| 388          | 46           | "Rivero firma su sentencia"      | 22 de agosto de 2017   | 2.09                |
| 389          | 47           | "Rutila en la mira"              | 23 de agosto de 2017   | 1.96                |
| 390          | 48           | "Callan al informante"           | 25 de agosto de 2017   | 1.86                |
| 391          | 49           | "Contra la pared"                | 28 de agosto de 2017   | 2.11                |
| 392          | 50           | "Morir, antes que entregarse"    | 29 de agosto de 2017   | 2.11                |
| 393          | 51           | "Al pie de la letra"             | 30 de agosto de 2017   | 2.03                |
| 394          | 52           | "¿Traición a la patria?"         | 31 de agosto de 2017   | 2.05                |
| 395          | 53           | "Pilar muere de celos"           | 1 de setembro de 2017  | 1.62                |
| 396          | 54           | "Triángulo de amor"              | 4 de setembro de 2017  | 2.10                |
| 397          | 55           | "Ninón "se encarga" de su rival" | 6 de setembro de 2017  | 2.44                |
| 398          | 56           | "La estampida de Esperanza"      | 7 de setembro de 2017  | 2.14                |
| 399          | 57           | "La frustración de Mónica"       | 8 de setembro de 2017  | 1.77                |
| 400          | 58           | "Casillas jura vengarse"         | 11 de setembro de 2017 | 2.09                |
| 401          | 59           | "Uzcátegui, en terreno movedizo" | 12 de setembro de 2017 | 1.75                |
| 402          | 60           | "Una trampa para Aurelio"        | 13 de setembro de 2017 | 2.14                |
| 403          | 61           | "La Felina no come cuentos"      | 14 de setembro de 2017 | 1.81                |
| 404          | 62           | "Peligrosa atracción"            | 15 de setembro de 2017 | 1.67                |
| 405          | 63           | "De cara a la prensa"            | 18 de setembro de 2017 | 1.95                |
| 406          | 64           | "Ex amantes que negocian"        | 19 de setembro de 2017 | 1.87                |
| 407          | 65           | "Rastrean a Esperanza"           | 20 de setembro de 2017 | 1.95                |
| 408          | 66           | "Más que un mensajero"           | 21 de setembro de 2017 | 1.90                |
| 409          | 67           | "Torturan a Salazar"             | 22 de setembro de 2017 | 1.99                |
| 410          | 68           | "Alianza para matar"             | 25 de setembro de 2017 | 1.94                |
| 411          | 69           | "De hombre a hombre"             | 26 de setembro de 2017 | 1.92                |
| 412          | 70           | "Testigo, pero no cómplice"      | 27 de setembro de 2017 | 2.04                |
| 413          | 71           | "Traición o negocios"            | 28 de setembro de 2017 | 2.08                |
| 414          | 72           | "La depresión de Esperanza"      | 29 de setembro de 2017 | 2.00                |
| 415          | 73           | "La retirada de Casillas"        | 2 de outubro de 2017   | 2.09                |
| 416          | 74           | "Treinta toneladas lo valen"     | 3 de outubro de 2017   | 2.08                |
| 417          | 75           | "El secuestro"                   | 4 de outubro de 2017   | 1.97                |
| 418          | 76           | "Casillas al rescate"            | 5 de outubro de 2017   | 2.06                |
| 419          | 77           | "Sicariato"                      | 6 de outubro de 2017   | TBD                 |
| 420          | 78           | "El coraje de Ninón"             | 9 de outubro de 2017   | 1.96                |
| 421          | 79           | "Casillas y sus dos batallas"    | 10 de outubro de 2017  | 1.97                |
| 422          | 80           | "Arrasan con todo"               | 11 de outubro de 2017  | 2.07                |
| 423          | 81           | "El poder del billete"           | 12 de outubro de 2017  | 2.07                |
| 424          | 82           | "En busca de El Chema"           | 13 de outubro de 2017  | TBD                 |
| 425          | 83           | "Amante incrédulo"               | 16 de outubro de 2017  | 2.04                |
| 426          | 84           | "Presidente sin escrúpulos"      | 17 de outubro de 2017  | TBD                 |
| 427          | 85           | "El blanco es Esperanza"         | 18 de outubro de 2017  | 1.78                |
| 428          | 86           | "¿Infiltrados?"                  | 19 de outubro de 2017  | 2.06                |
| 429          | 87           | "Oídos sordos"                   | 20 de outubro de 2017  | 1.81                |
| 430          | 88           | "La próxima víctima"             | 23 de outubro de 2017  | TBD                 |
| 431          | 89           | "Casillas se queda con Isidro"   | 24 de outubro de 2017  | TBD                 |
| 432          | 90           | "Sin piedad"                     | 25 de outubro de 2017  | TBD                 |
| 433          | 91           | "El momento de la verdad"        | 27 de outubro de 2017  | 2.04                |
| 434          | 92           | "Casillas gana otra vez"         | 30 de outubro de 2017  | 2.13                |
| 435          | 93           | "Caen en la trampa"              | 31 de outubro de 2017  | TBD                 |
| 436          | 94           | "Al rescate de Rutila"           | 1 de novembro de 2017  | 2.22                |
| 437          | 95           | "La sombra de la muerte"         | 2 de novembro de 2017  | 2.54                |